# آتسسبرگ
آتسسبرگ (به آلمانی: Atzesberg) یک منطقهٔ مسکونی در اتریش است که در ناحیه رورباخ واقع شده‌است. آتسسبرگ ۱۳ کیلومتر مربع مساحت دارد ۶۱۰ متر بالاتر از سطح دریا واقع شده‌است.